# Tirpitzia ovoidea
Tirpitzia ovoidea är en linväxtart som beskrevs av Woon Young Chun, Amp; How och W.L. Sha. Tirpitzia ovoidea ingår i släktet Tirpitzia och familjen linväxter. Inga underarter finns listade i Catalogue of Life.